# کویر ملک بابو
کویر ملک بابو نام کویری در شهرستان بردسکن و نامیده شده بنام ملک بابو یکی روستاهای شهرستان بردسکن است که کفه نمکی بردسکن در امتداد غربی این منطقهٔ کویری قرار دارد.